# Notatie
Notatie is de vorm waarin een beschrijving gemaakt wordt. Er zijn veel gespecialiseerde vormen van notatie:
- Chemische molecuulformule en structuurformule zijn notaties in de chemie
- Getallenstelsel is een wiskundig systeem om getallen te representeren
- Dansnotatie
- Muziekschrift is de notatie in de muziek
- Schaaknotatie is de wijze waarop in schaken zetten worden vastgelegd
- Notatie van taaluitingen
  - IPA-systeem (International Phonetic Alphabet) voor klanken uit gesproken talen
  - Notatiesystemen voor gebarentalen, zoals het Stokoe-systeem (1960), SignWriting (1974) en HamNoSys (Hamburg Notation System, 1989)
- Wetenschappelijke notatie
- De beschrijvende plantkunde of fytografie geeft de terminologie voor de diagnose en de wetenschappelijke beschrijving van planten en de determinatie van planten